# ISO 3166-2:AG
ISO 3166-2:AG là chuẩn ISO định nghĩa mã địa lý. Nó là tập con của ISO 3166-2 áp dụng cho Antigua và Barbuda. Mỗi mã hai phần bao gồm mã ISO 3166-1 dành cho Antigua và Barbuda (AG) và hai ký số.

## Thư thông tin
- ISO 3166-2:2007-04-17 - dành cho Antigua và Barbuda, giới thiệu mã cho khu vực nhỏ hơn.

## Mã
Mã bao gồm sáu giáo khu và một lãnh thổ phụ thuộc (đánh dấu bằng *).
| AG-03 | Saint George |
| AG-04 | Saint John's |
| AG-05 | Saint Mary   |
| AG-06 | Saint Paul   |
| AG-07 | Saint Peter  |
| AG-08 | Saint Philip |
| AG-10 | Barbuda*     |